# Millesparken

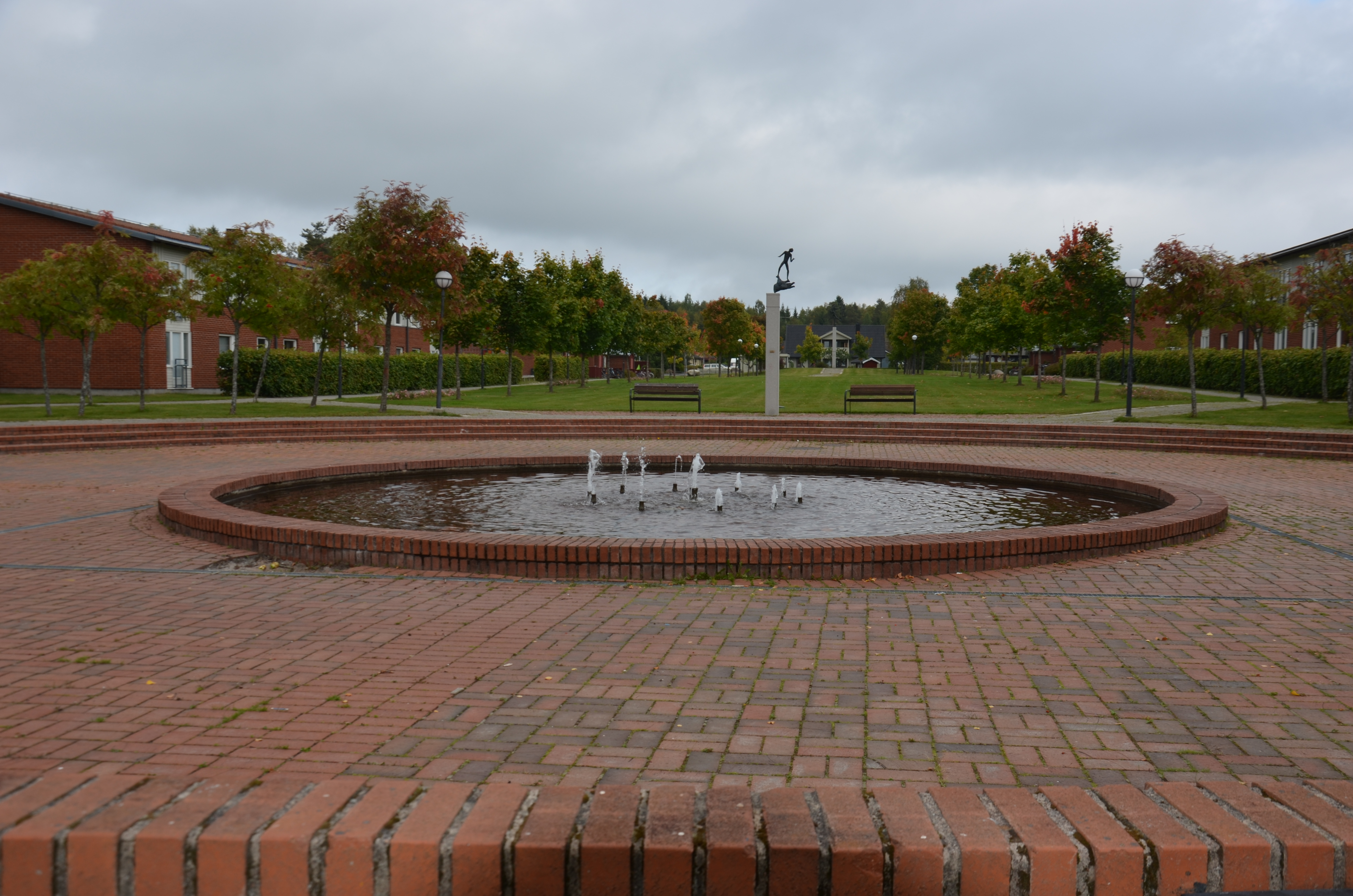
Millesparken

Millesparken är ett bostadsområde med en skulpturpark i Hällefors i Västmanland.
Bostadsområdet Klockaregården byggdes upp 1972–75 av det kommunala företaget Hällefors Bostads AB och genomgick en ombyggnad 1995. I samband med denna gjordes en omfattande landskapsgestaltning och genomfördes en ambitiös konstnärlig utsmyckning. En barockpark i fransk och i engelsk stil byggdes upp i det befintliga bostadsområdet, som samtidigt namnändrades till Millesparken. Området har omkring 130 lägenheter. Landskapsarkitekt var Jan Lindahl.

## Konstnärlig utsmyckning i Millesparken
- Guds hand, brons, av Carl Milles
- Ängel med klarinett, brons, av Carl Milles
- Beethoven, brons, av Carl Milles
- Europa (huvudet i Europa och tjuren i Halmstad), brons, av Carl Milles
- Himmelen är blå I av Göran Danielsson, Lindvägen 11 A
- Himmelen är blå II av Göran Danielsson, Lindvägen 11 B
- Fjordvindens genomskinliga lyft av Byron Hulsart, i trappuppgång på Lindvägen 15 A
- Du kan tygla det osynliga lyftet av Byron Hulsart, i trappuppgång på Lindvägen 15 B
- Skogstjärn av Mervi Kiviniemi, i trappuppgång på Lindvägen 17 A
- Skog av Mervi Kiviniemi, i trappuppgång på Lindvägen 17 B
- Det tama av Anna Molander, i trappuppgång på Lindvägen 19 A
- Det vilda av Anna Molander, i trappuppgång på Lindvägen 19 B
- Offerkärlek av Anders Norman
- Solkärlek av Anders Norman
- Z - ett blixtstycke av Beathe Sundh, i trappuppgång på Lindvägen 7 A
- Ving i ving av Beathe Sundh, i trappuppgång på Lindvägen 7 B
- Eld av Kerstin Jofjell, i trappuppgång på Kyllervägen 53 A
- Vatten av Kerstin Jofjell, i trappuppgång på Kyllervägen 53 B

## Bildgalleri

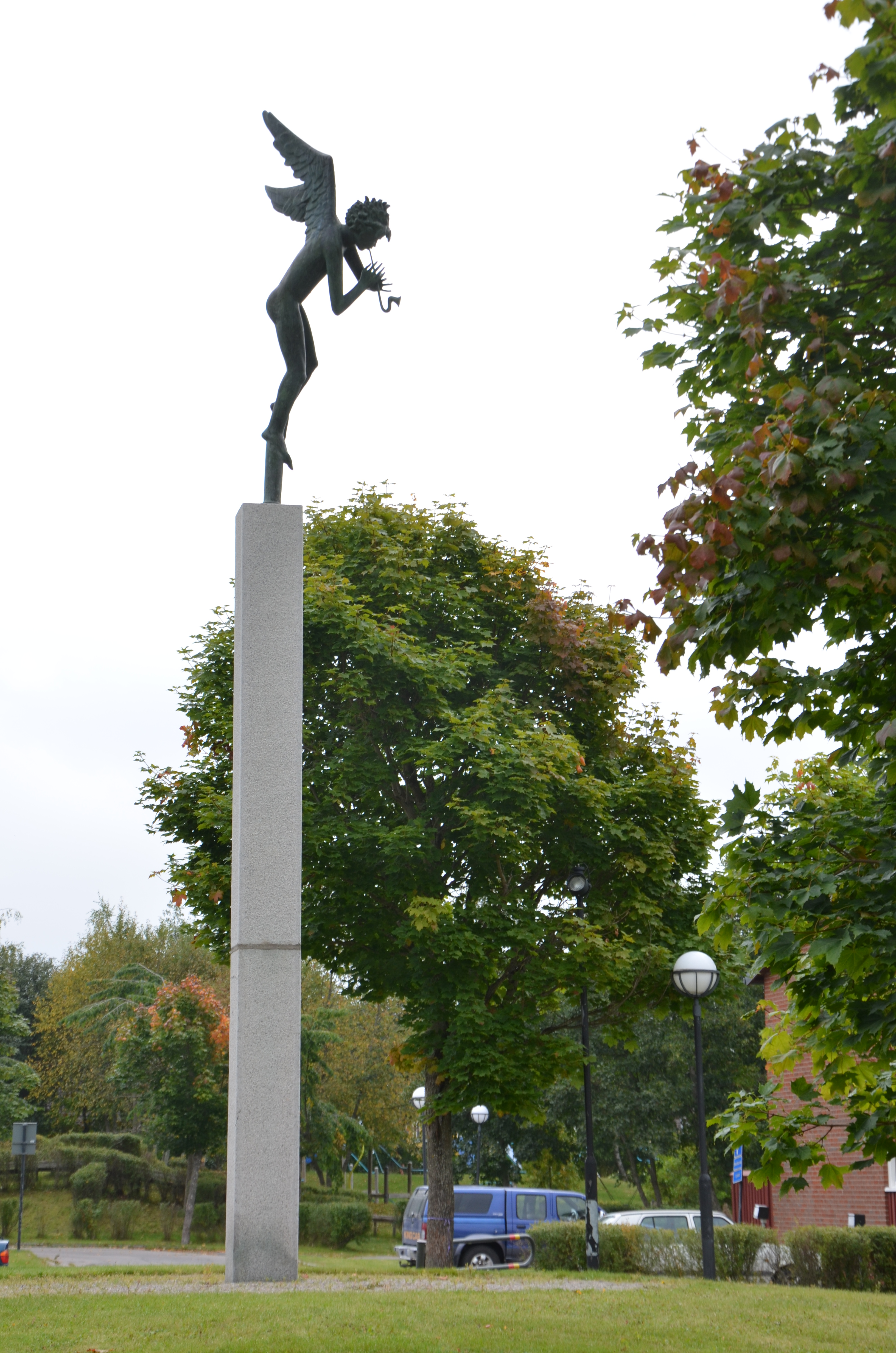
Ängel med klarinett av Carl Milles
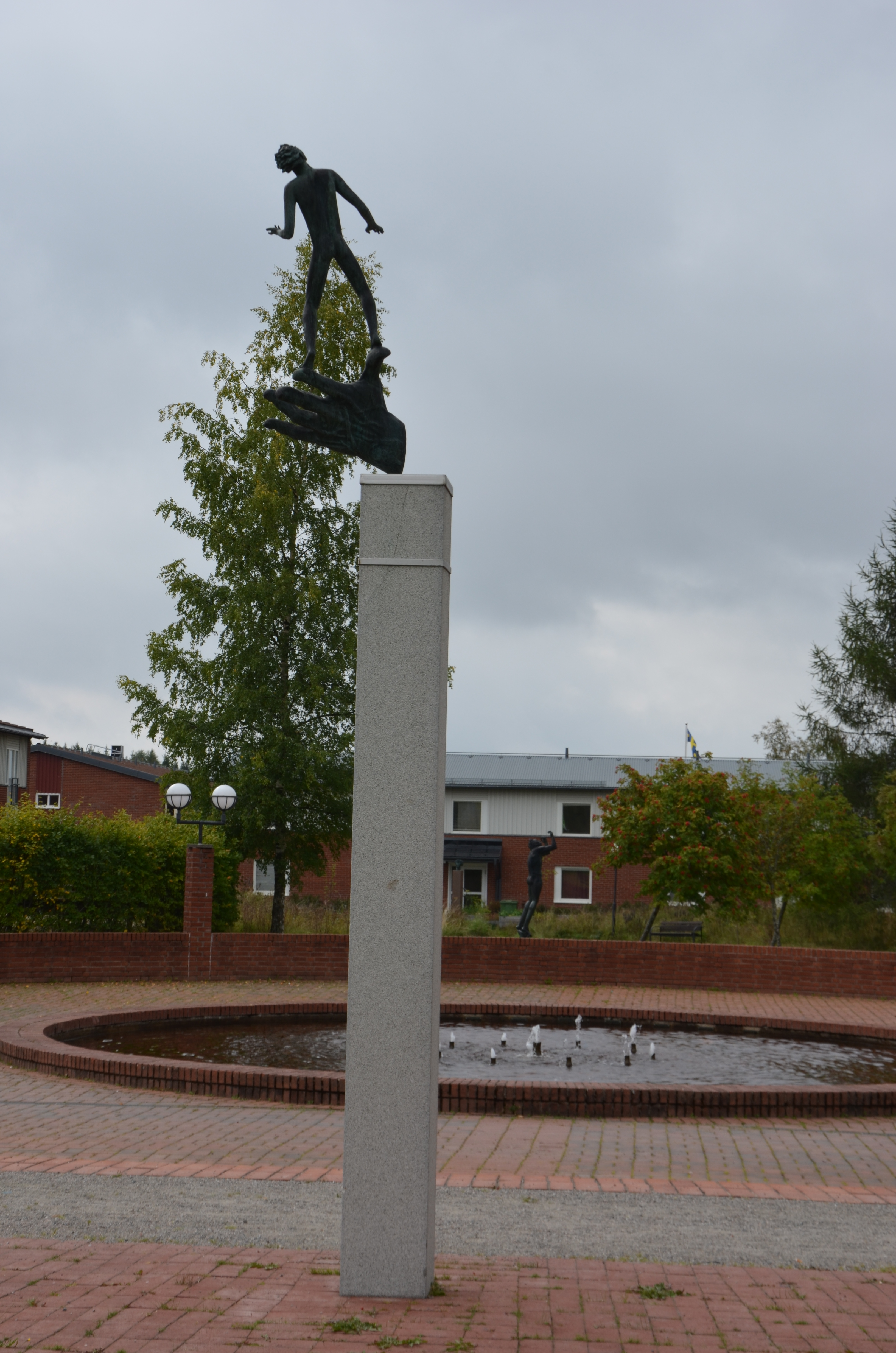
Guds hand av Carl Milles
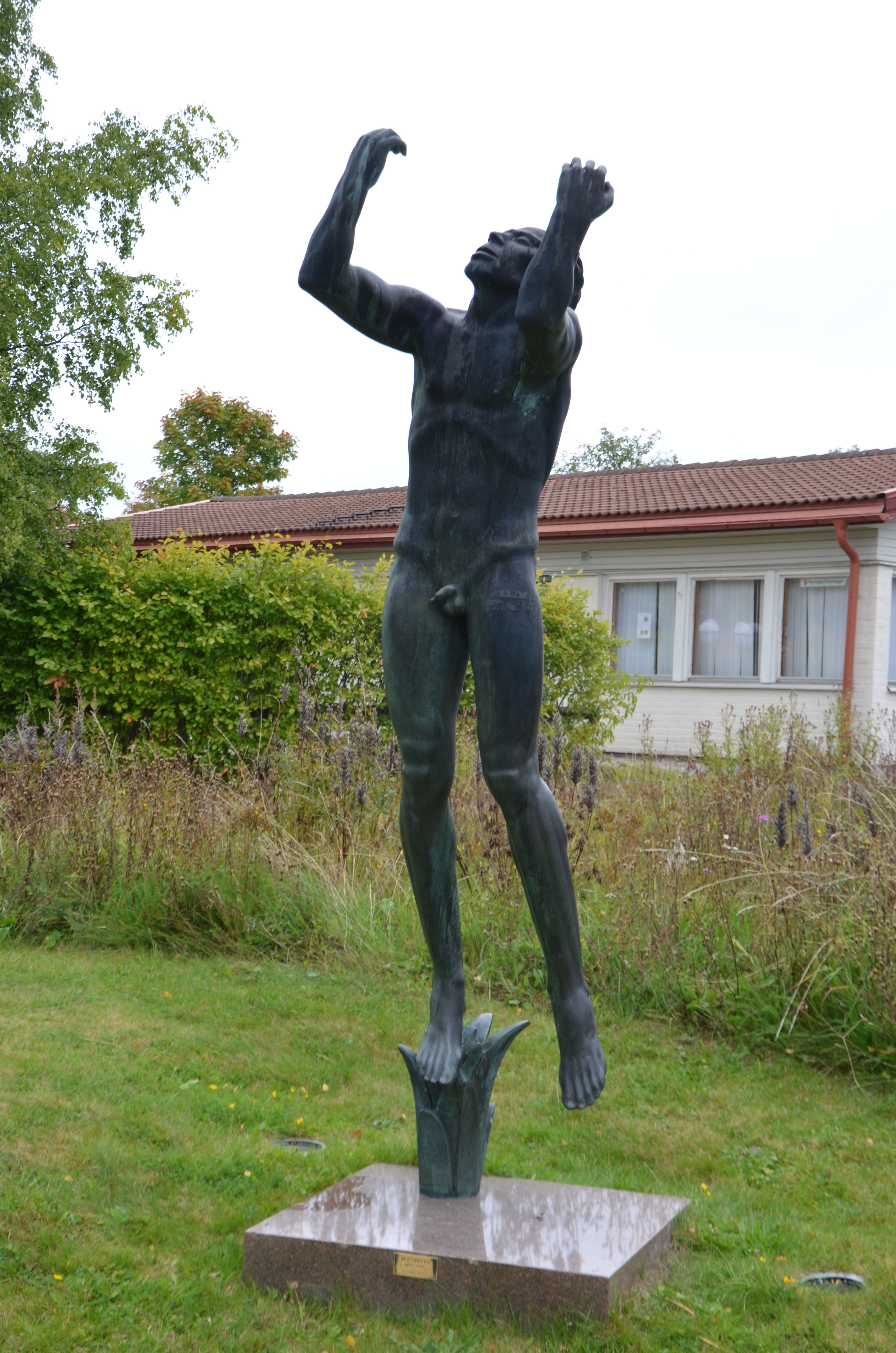
Beethoven av Carl Milles
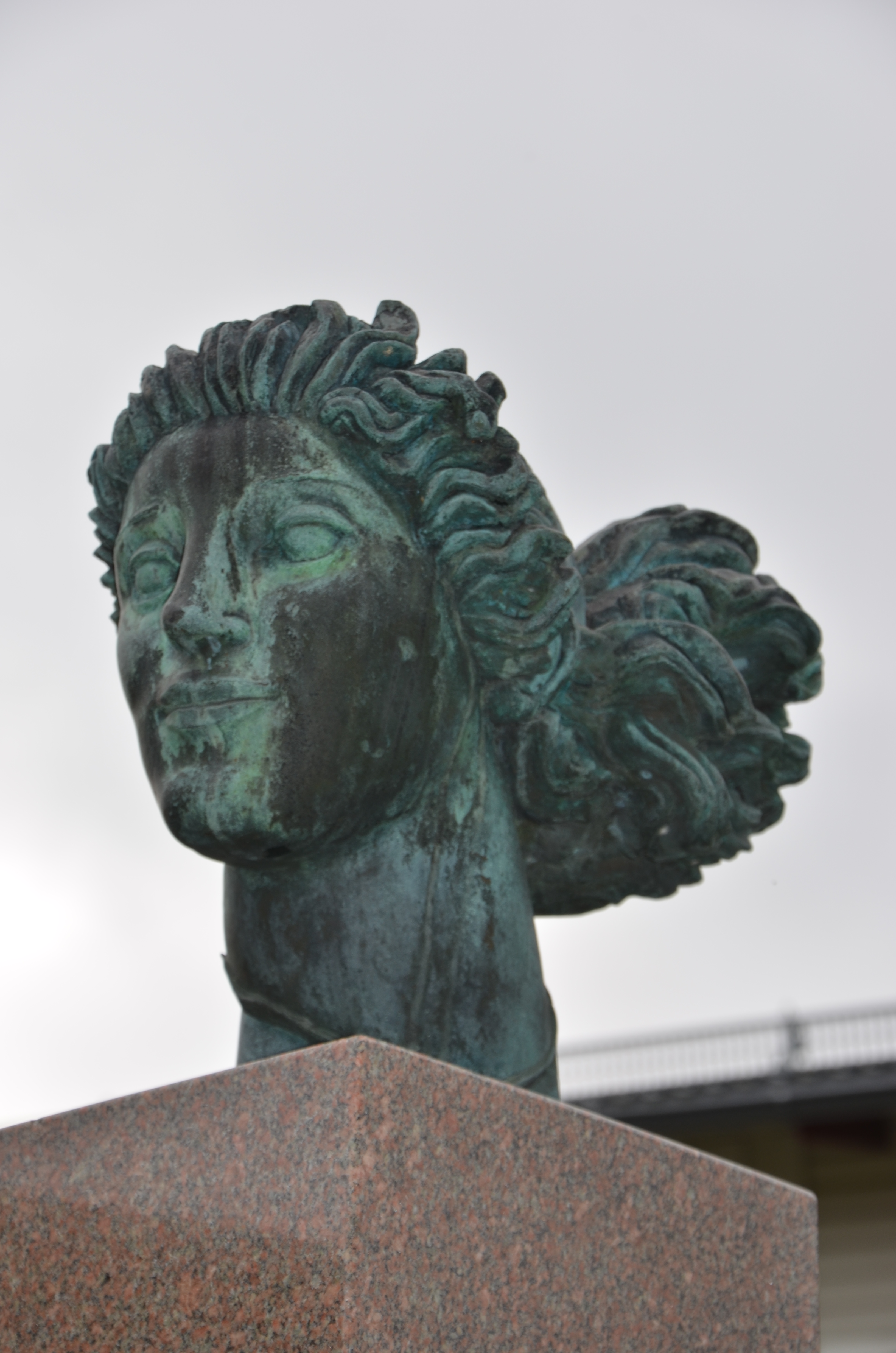
Europa av Carl Milles
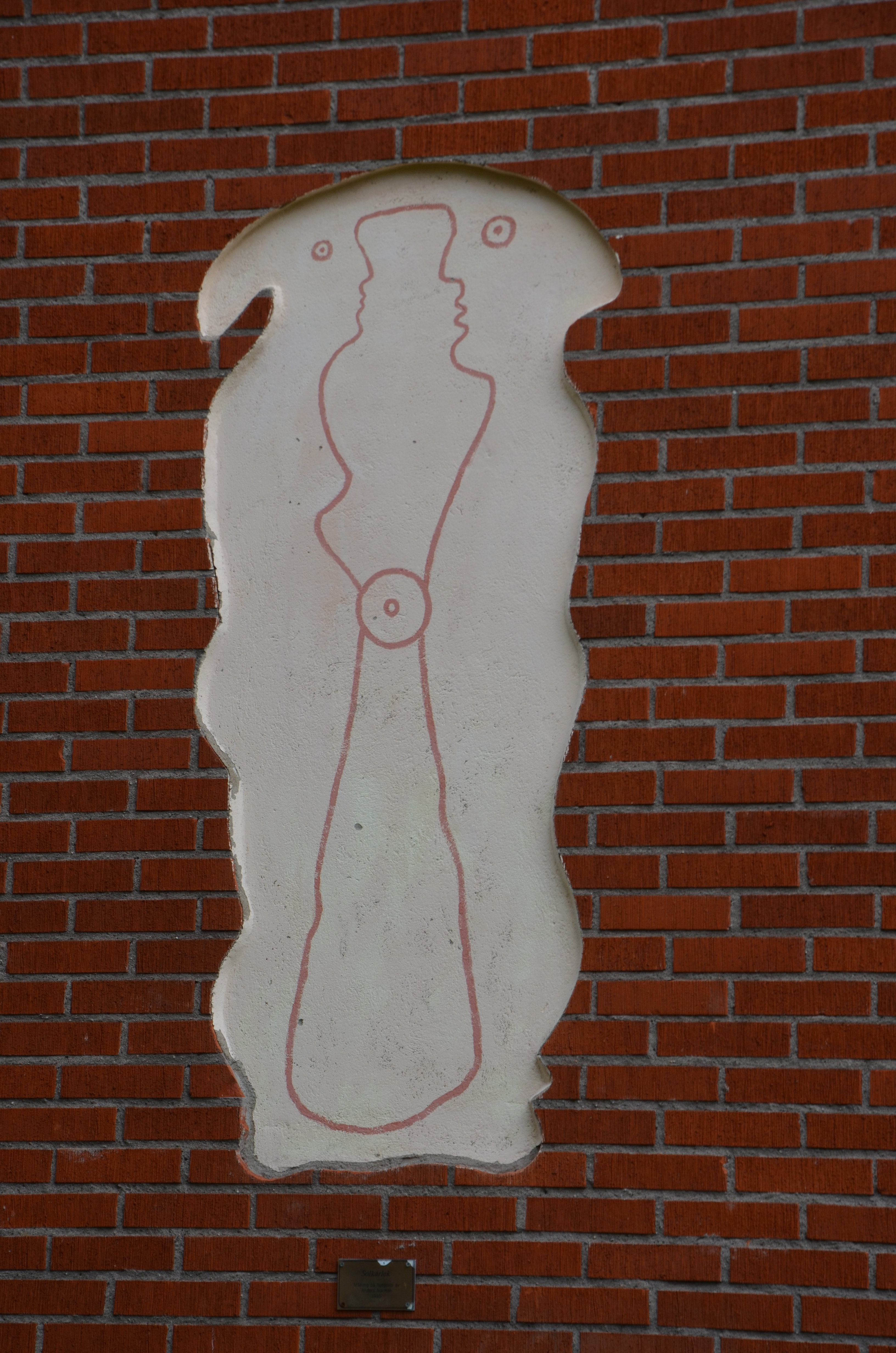
Solkärlek av Anders Norman
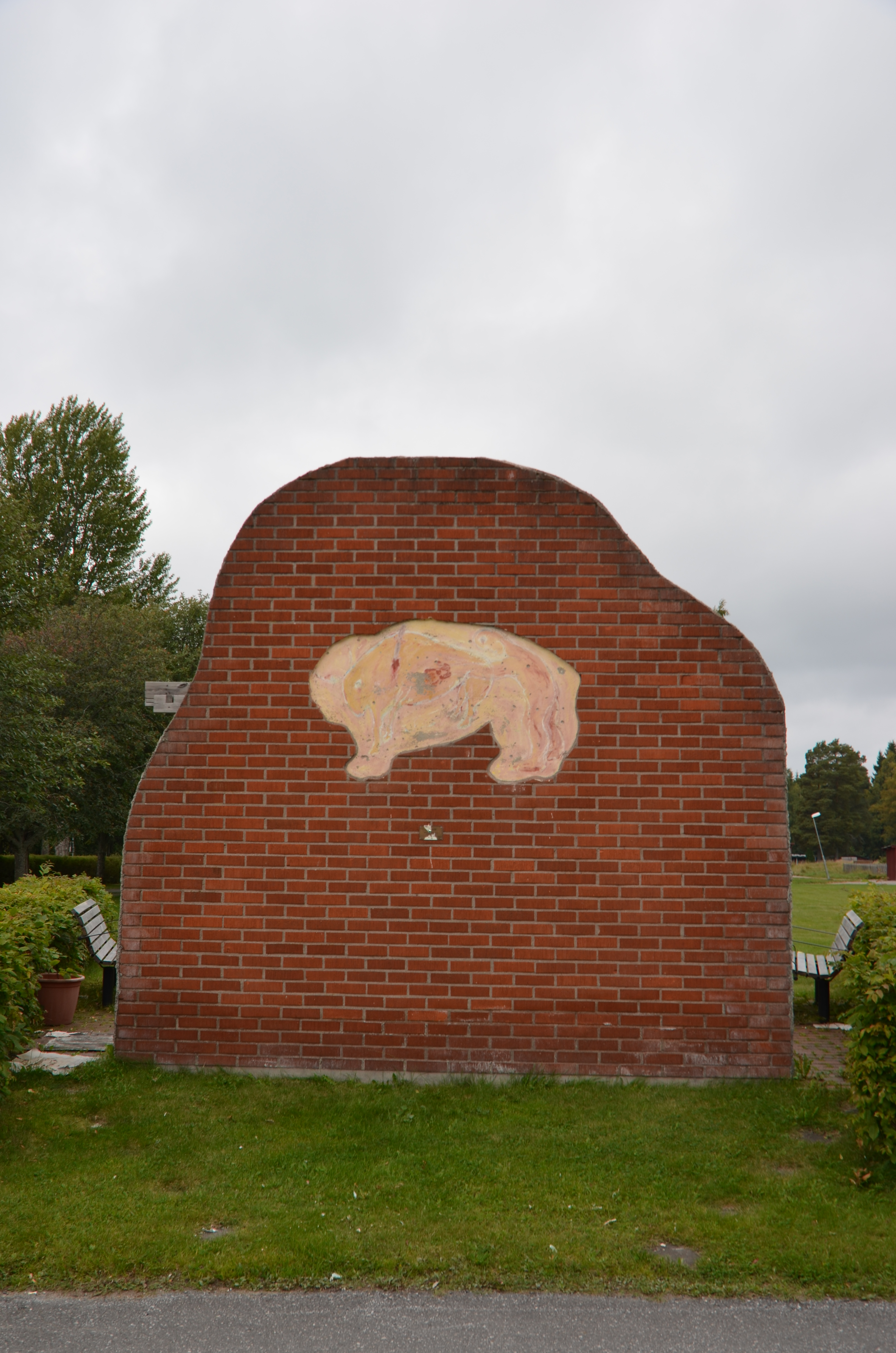
Offerkärlek av Anders Norman